# Blue Berry Hill
Blue Berry Hill é uma Região censo-designada localizada no estado norte-americano do Texas, no Condado de Bee.

## Demografia
Segundo o censo norte-americano de 2000, a sua população era de 982 habitantes.

## Geografia
De acordo com o United States Census Bureau tem uma área de 
7,6 km², dos quais 7,6 km² cobertos por terra e 0,0 km² cobertos por água.

## Localidades na vizinhança
O diagrama seguinte representa as localidades num raio de 28 km ao redor de Blue Berry Hill. 